# 세종 학림사 신중도
세종 학림사 신중도(世宗 鶴林寺 神衆圖)는 세종특별자치시 연서면 학림사에 있는, 1891년에 조성된 신중도이다. 2014년 12월 22일 세종특별자치시의 문화재자료 제13호로 지정되었다가, 2019년 10월 21일 세종특별자치시의 유형문화재 제23호로 지정되었다.

## 문화재자료 지정 사유
신중도는 불법을 수호하는 역할을 맡은 여러 신들을 그려 정법(正法)과 도량의 수호를 담아낸 채색화이다.
이 신중도는 세 폭 병풍을 배경으로 중앙에 위태천과 양옆에 각각 신장상(神將像)과 천자(天子) 차림의 2위 신이 호위한 구도로 중앙의 위태천은 원형두광과 나선의 푸른 신광을 지고 양손은 합장 한 체 어깨 사이에 삼지창을 끼고 서 있다. 왼쪽의 신장은 봉두난발에 덥수룩한 수염을 기르고 오른손에는 고리가 달리 망나니 칼을 든 채 광폭(狂暴)함을 표방하였는데 머리에는 족두리를 쓰고 있다. 화기는 일반 불화와 달리 흰색인 점이 특징적이며, 바탕의 본래 화기 위에 흰색을 덧칠해 펜으로 표기하였으며 전체 화기는 박락자가 많아 내용은 파악하기 어렵다.
학림사 신중도는 19세기 후반 불화 형식과 양식적 특징을 잘 반영하고 있는 작품으로 비록 화기의 탈자가 많고 화면 외곽을 덧칠한 흔적이 있으나, 화면 자체는 원래의 상태를 잘 보존하고 있다.

## 유형문화재 지정 사유
1891년에 제작된 신중도는 간략화된 구도, 적색과 청색을 많이 사용하는 채색기법 등에서 19세기 말 불화의 특징을 잘 보여주는 작품으로 시 문화재자료 제13호로 지정되어 있었다.
2016년에 보존 처리과정에서 화기가 복원되어, 1891년에 석골사 함화암에서 불화를 조성하고 석남사 정토암에 봉안하였으며, 우송 상수와 벽산 찬규 등 7명의 화승이 함께 그렸다는 사실이 새롭게 밝혀졌다.

## 같이 보기
- 학림사

## 참고 자료
- 연서 학림사 신중도 - 국가유산청 국가유산포털